# Samuel Willard

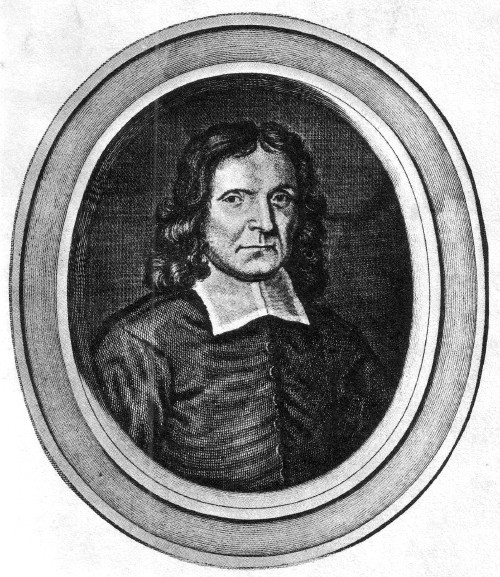
Samule Willard

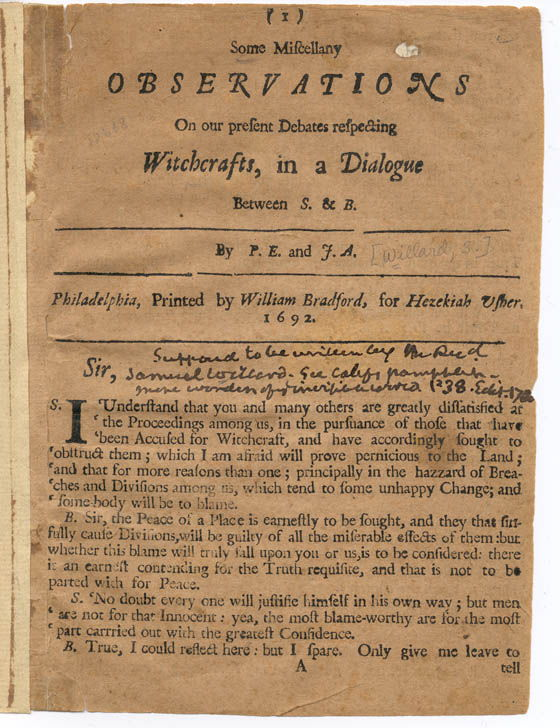
Eerste pagina van Some Miscellany Observations On our present Debates respecting Witchcrafts, in a Dialogue Between S. & B..

Samuel Willard (Concord, 31 januari 1640 - Cambridge, 12 september 1707) was een Amerikaans geestelijke. Hij verzette zich tijdens zijn leven fel tegen de heksenprocessen van Salem en stond vanaf 1701 aan het hoofd van de Harvard-universiteit. Willard schreef hoofdzakelijk preken; deze werden in 1726 postuum gepubliceerd onder de titel A Compleat Body of Divinity.

## Biografie
Samuel Willard was het zesde kind en de tweede zoon van de koopman Simon Willard en Mary Sharpe, een emigrante uit Engeland die zich eerst in Cambridge had gevestigd. Na de dood van Samuels moeder hertrouwde zijn vader twee keer. In 1655 ging hij op 15-jarige leeftijd naar het Harvard College, waar hij in 1659 afstudeerde. Hij was de enige van zijn klas die een Master of Arts-titel haalde.  
In 1663 begon hij met het geven van preken in Groton (Massachusetts). Een jaar later werd hij daar officieel aangesteld als dominee, nadat de vorige dominee was overleden. 
Op 8 augustus 1664 trouwde Willard met Abigail Sherman uit Watertown. In 1670 werd hij een vrij man (freeman) met burgerlijke privileges. 
In 1671 schreef Willard over het vreemde gedrag van een 16-jarig meisje, Elizabeht Knapp, dat bezeten leek. 
Op 10 maart 1676, tijdens de King Philip's War, werd Groton verwoest. Alle 300 inwoners verlieten de stad, en Samuel Willard verhuisde met zijn familie naar Charlestown in Massachusetts.
In Boston hield Wilard tijdens de ziekte van de predikant Thomas Thacher in het Old South Meeting House toespraken. Op 10 april 1678 werd Wilard benoemd tot hulppredikant, en na Thachers dood op 15 oktober werd Wilard de enige predikant. 
Wilards vrouw Abigail overleed in de eerste helft van 1679; in juli van dat jaar hertrouwde Willard met Eunice Tyng, die mogelijk een schoonzus was van gouverneur Joseph Dudley.

## Werken
- Some Miscellany Observations On our present Debates respecting Witchcrafts, in a Dialogue Between S. & B.
- A Compleat Body of Divinity, 1726
- "A briefe account of a strange & unusuall Providence of God befallen to Elizabeth Knap of Groton" in Samuel A. Green, ed., Groton In The Witchcraft Times, Groton, MA: [s.n.] 1883